# Schneider CD
Le Schneider CD (ou tracteur à chenilles type CD) est un véhicule chenillé de transport utilisé par l'artillerie française pendant la Première Guerre mondiale et jusqu'en 1940.

## Conception
Les tracteurs Holt, adoptés en 1915 par les artilleries alliées pour manœuvrer dans les champs de bataille dévastés, se révèlent peu adaptés au transport des munitions pour l'artillerie lourde.

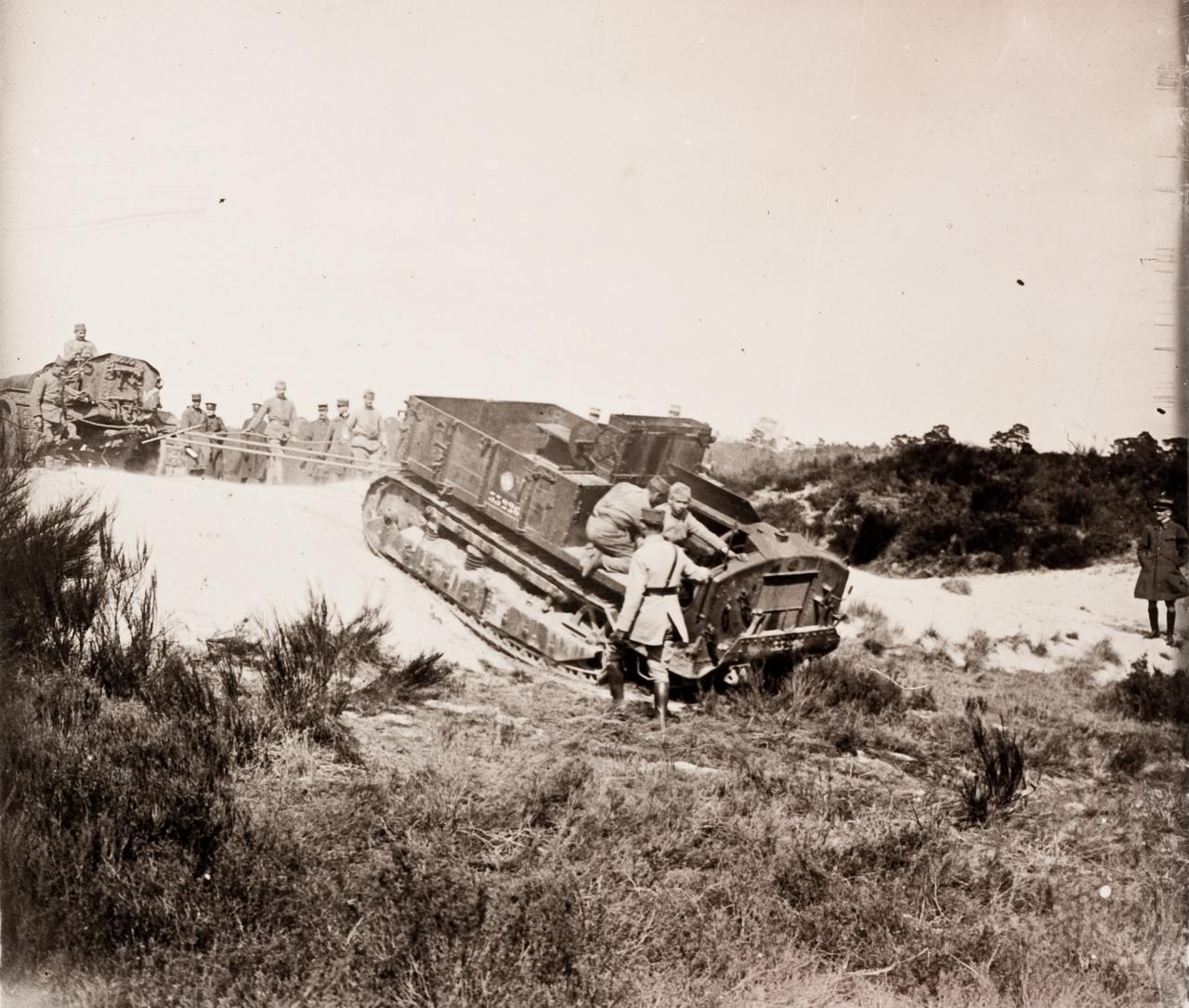
Un Schneider CD à l'exercice à Fontainebleau après-guerre, en 1924.

Schneider propose donc un chenillé lourd capable de tracter des pièces d'artillerie ou de transporter des munitions, basé sur son char Schneider CA1. Commandés à 500 exemplaires en octobre 1916 (ou janvier 1917), seulement vingt ont été produits à la fin de l'année 1917, dont le prototype sorti en avril. Le 2 octobre 1918, 250 ont été livrés, construits à Saint-Ouen par la SOMUA, filiale de Schneider,. Ils sont mis en service dans les sections de transport de munitions des régiments d'artillerie lourde à tracteurs, à raison de cinq puis dix tracteurs par régiment. Les 130 suivants produits ensuite sont majoritairement vendus à des utilisateurs civils.
Les tracteurs type CD civils sont utilisés après guerre pour des travaux agricoles ou forestiers, ou encore comme déneigeuses.
En 1939-1940, des Schneider CD sont toujours en service dans l'Armée française. Certains sont capturés par la Wehrmacht.

## Caractéristiques

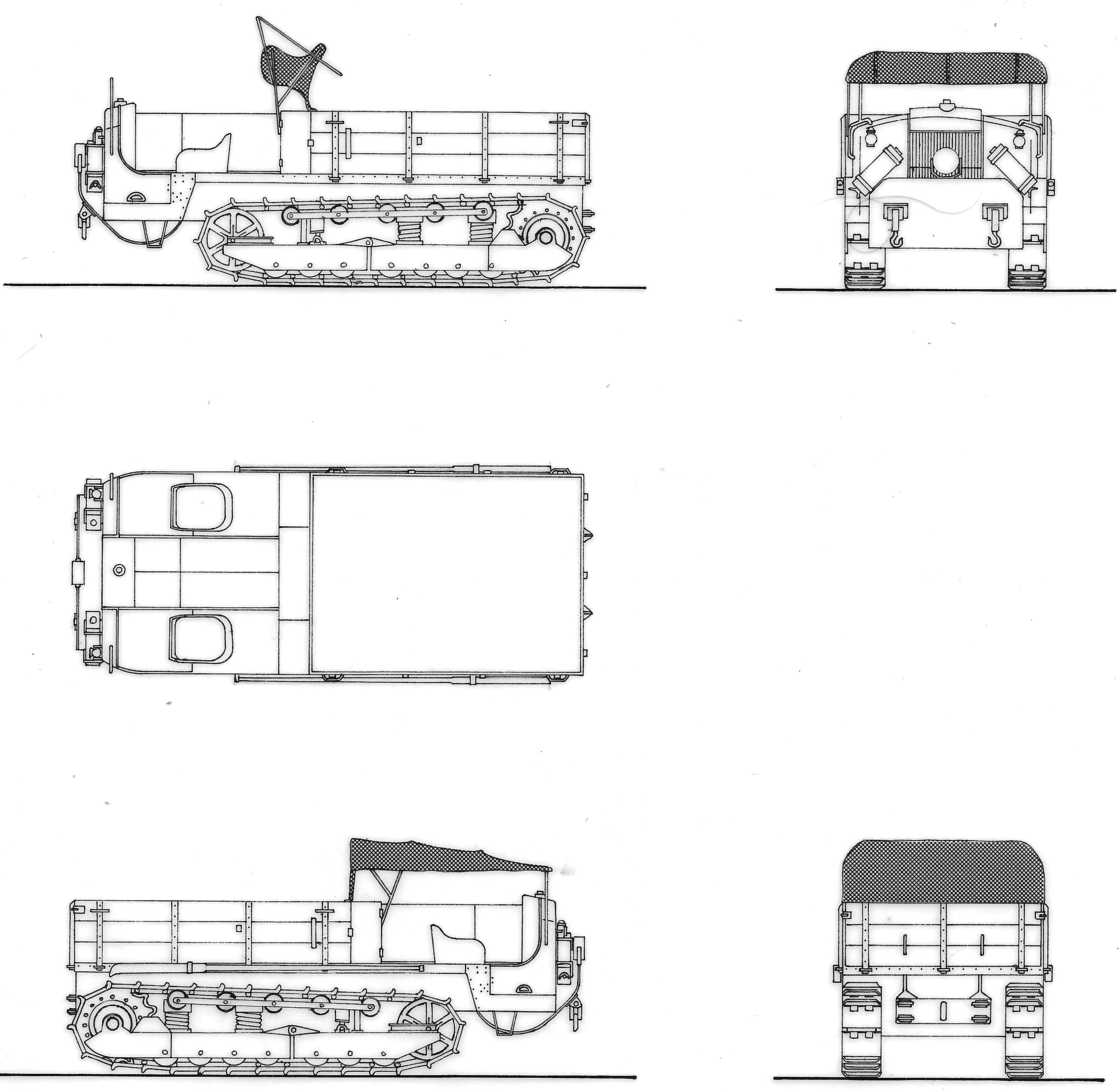
Vues du Schneider CD.

Sur le châssis sont montés successivement le poste de conduite, le réservoir d'essence et une caisse de transport.
Le moteur du Schneider CD est un moteur à essence 4-cylindres 135-170, développant 60 ch. Pesant 10 t, le tracteur CD peut embarquer trois tonnes de matériel,.

## Variantes
Une remorque est étudiée pour accompagner le CD mais n'est pas mise en production.
Schneider proposera également le tracteur CD3, un prototype de tracteurs capables de porter une pièce d'artillerie lourde,.
Les Allemands modifieront un Schneider CD et l'équiperont d'un canon de 50 mm. Cet exemplaire sert jusqu'en 1945 dans la poche de La Rochelle.